# Tobipuranga
Tobipuranga is een kevergeslacht uit de familie van de boktorren (Cerambycidae). De wetenschappelijke naam van het geslacht werd voor het eerst geldig gepubliceerd in 1996 door Napp & Martins.

## Soorten
Tobipuranga omvat de volgende soorten:
- Tobipuranga auricollis (Dalman, 1817)
- Tobipuranga auripes (Bates, 1870)
- Tobipuranga beltii (Bates, 1872)
- Tobipuranga chlorogaster (Aurivillius, 1910)
- Tobipuranga ignea (Bates, 1870)
- Tobipuranga longicornis (Bates, 1870)
- Tobipuranga ruficoxis (Bates, 1870)
- Tobipuranga ybyra Napp & Martins, 1996